# K-219
Le K-219  est un sous-marin nucléaire lanceur d'engins de la marine soviétique du Projet 667A « Navaga » (classe Yankee-I dans le code OTAN) entré en service le 31 décembre 1971  qui a coulé en 1986 dans l'Atlantique Nord à la suite d'un accident. Le sous-marin était alors au large de la côte est de l'Amérique du Nord en position de tir au cas où une guerre nucléaire se serait déclenchée entre l'URSS et les États-Unis.

## Histoire du service
La quille du K-219 est posée le 28 mai 1970 au chantier naval Sevmash de Severodvinsk. Le bâtiment est lancé le 8 octobre 1971 et il entre en service après avoir passé avec succès une série d'essais en mer le 31 décembre 1971. Le 8 février 1972, le K-219 est affecté à la 31e division de sous-marins de la 3e flottille de Flotte du Nord.
Le 25 juillet 1977, il est reclassé en « croiseur sous-marin lance-missiles » (RPK). Le bâtiment est placé en IPER pour réparations et modernisation au chantier naval SRZ Zvezdochka du 28 septembre 1978 (ou 1979) au 12 décembre 1980.

## L'incident

### Contexte
Le vendredi 3 octobre 1986, alors qu'il effectuait une mission de routine dans l'Atlantique Nord, dans le cadre de la dissuasion nucléaire mutuelle pendant la guerre froide, à 680 milles (1 094 km) au nord-est des Bermudes, le sous-marin soviétique K-219 — vieux de quinze ans — subit une explosion et un incendie se déclare dans le silo d'un missile balistique mer-sol R-27 Zyb. Le joint d'étanchéité d'un couvercle de trappe de missile cède, provoquant une voie d'eau de mer dans le tube lance-missile et cette eau salée réagit avec les résidus de combustible liquide du missile. Bien qu'aucune annonce officielle ne soit faite à l'époque, une source déclare que l'Union soviétique affirme que la fuite avait été causée par une collision avec le sous-marin nucléaire d'attaque américain USS Augusta de classe Los Angeles. L’Augusta opérait probablement à proximité au moment de l'explosion mais l'United States Navy et le commandant du K-219, le capitaine de second rang Igor Britanov, nieront qu'une collision ait eu lieu. Le K-219 avait déjà connu un accident similaire ; l'un de ses tubes lance-missiles était déjà désactivé et son ouverture avait été soudée, scellée de façon permanente après une explosion causée par la réaction entre l'eau de mer et les résidus de carburant de missile présent dans un silo.
Les auteurs de l'ouvrage Hostile Waters (en) reconstruisent l'incident grâce aux témoignages donnés par les survivants, aux journaux de bord, aux enquêtes officielles et aux militaires soviétiques et américains impliqués à la fois à terre et en mer. Ils donnent une version romancée des événements.

### L'explosion
Peu après 5 h 30 heure de Moscou, de l'eau de mer pénétrant à l'intérieur du silo no 6 du K-219 réagit avec le carburant des missiles, produisant de l'acide nitrique. L'officier torpilleur du K-219 Aleksandr Petrachkov tente de faire face à ce problème en ouvrant la trappe d'évacuation et en purgeant le tube de missile avec de l'eau de mer. Peu de temps après à 5 h 32, une explosion a lieu dans le silo no 6. Les restes du missile RSM-25 et ses deux têtes sont éjectés du silo no 6 dans la mer.
Un article publié dans Undersea warfare par le capitaine de premier rang de la Marine russe (en retraite) Igor Kourdine, qui était le commandant en second du K-219 au moment de l'incident - et le Lieutenant Commander Wayne Grasdock, de l'US Navy décrit l'explosion de la manière suivante :
« At 0514, the BCh-2 officer and the hold machinist/engineer in compartment IV (the forward missile compartment) discovered water dripping from under the plug of missile tube No. 6 (the third tube from the bow on the port side). During precompression of the plug, the drips turned into a stream. The BCh-2 officer reported water in missile tube No. 6, and at 0525, the captain ordered an ascent to a safe depth (46 meters) while a pump was started in an attempt to dry out missile tube No. 6. At 0532, brown clouds of oxidant began issuing from under the missile-tube plug, and the BCh-2 officer declared an accident alert in the compartment and reported the situation to the GKP (main control post). Although personnel assigned to other compartments left the space, nine people remained in compartment IV. The captain declared an accident alert. It took the crew no more than one minute to carry out initial damage control measures, which included hermetically sealing all compartments. Five minutes later, at 0538, an explosion occurred in missile tube No. 6. »
Deux sous-mariniers sont tués par l'explosion et un troisième meurt peu après, intoxiqué par les émanations de gaz toxique. Le trou dans la coque du sous-marin et l'entrée d'eau de mer le fait rapidement s'enfoncer, passant de 40 m à plus de 300 m de profondeur. La fermeture hermétique de tous les compartiments et l'activation des pompes à eau permet de stabiliser la profondeur.
Vingt-cinq sous-mariniers sont enfermés dans le compartiment endommagé et, ce n'est qu'après s'être entretenu avec des spécialistes de ce genre d'incidents que le commandant autorise l'ingénieur en chef à ouvrir la trappe, permettant ainsi de sauver les 25 hommes. Cependant, les instruments à bord indiquent alors que le réacteur nucléaire, qui aurait dû s'arrêter automatiquement dans ces circonstances, est toujours en fonctionnement. Sergueï Preminine (en), engagé âgé de 20 ans, se porte volontaire pour aller l'éteindre, en opérant sous les instructions de l'ingénieur en chef. Équipé d'un masque à gaz, il parvient à arrêter le réacteur. Cependant, un important feu s'était déclaré dans le compartiment, augmentant la pression : lorsque Preminine essaye de rejoindre ses camarades de l'autre côté d'une porte, la différence de pression l'empêche de l'ouvrir et il meurt d'asphyxie dans le compartiment du réacteur.
Dans un état de sécurité nucléaire[pas clair] et avec une stabilité suffisante pour faire surface, le commandant Britanov ordonne au K-219 de refaire surface et de naviguer avec ses batteries. Il est ensuite contraint d'être remorqué par un cargo soviétique jusqu'à son port d'attache de Gadjievo, à 7 000 km de là. Bien qu'un filin ait été attaché, les tentatives de remorquage échouent, et après que des fuites de gaz toxiques aient eu lieu dans les compartiments arrière, Britanov ordonne à l'équipage d'évacuer le sous-marin — contrairement aux ordres officiels — et de passer sur le navire de remorquage. Lui-même reste un moment à bord du K-219.
Contrarié par l'incapacité de Britanov à réparer son sous-marin et à continuer sa patrouille, Moscou ordonne à Valery Pshenitchny, l'officier de sécurité du K-219, de prendre le commandement du sous-marin, de transférer l'équipage survivant à l'arrière de celui-ci et de poursuivre la mission. Avant que ces ordres ne lui parviennent, la voie d'eau atteint un point de non-retour et le 6 octobre 1986, le K -219 sombre dans la fosse des Hatteras, à une profondeur de 6 000 m. Bien que la cause exacte du naufrage soit inconnue, certains éléments indiquent que Britanov a probablement sabordé le sous-marin[réf. nécessaire]. Les armes nucléaires embarquées sont perdues avec celui-ci.
En 1988, le navire de recherche hydrographique soviétique Keldysh se positionne au-dessus de l'épave du K-219, et trouve le sous-marin posé sur le fond sablonneux, brisé en deux au niveau de la tourelle de commandement. Plusieurs silos de missiles avaient été forcés et les missiles, ainsi que les ogives nucléaires qu'ils contenaient, avaient disparu.
Preminine reçoit l'Ordre de l'Étoile rouge à titre posthume pour sa bravoure dans la neutralisation du réacteur. Britanov est accusé de négligence, sabotage et trahison. Il ne sera jamais emprisonné mais attendra son procès à Sverdlovsk. Le 30 mai 1987, le Ministre de la Défense soviétique Sergueï Sokolov est renvoyé à la suite de l'incident de Mathias Rust deux jours plus tôt, et remplacé par Dmitri Iazov ; les accusations contre Britanov seront par la suite annulées.

## Réaction de l'US Navy
La présence d'un sous-marin de classe Yankee dans la « zone de patrouille Yankee » dans l'Atlantique avait été établie par le système de surveillance sous-marine de l'US Navy avant le 3 octobre. Cependant, aucune réaction manifeste n'est enregistrée le vendredi du côté des escadres de sous-marins de patrouille maritime de l'US Navy basées sur la côte est, ce qui aurait été normal si l'USS Augusta avait pisté activement le K-219 ce matin-là. L'explosion du missile à l'intérieur du silo a forcément été détecté par le système SOSUS déployé dans l'Atlantique Nord si le K-219 se trouvait à une profondeur normale de patrouille. Cependant, le sous-marin soviétique se trouvant au périscope — au-dessus de la zone de détection — juste avant la détonation, aucune trace sonore de l'explosion n'est enregistrée. Une patrouille maritime de P-3 Orion est envoyée en reconnaissance pour identifier et suivre le K-219 jusque dans la matinée du samedi 4 octobre, probablement « alertée » par les communications hautement inhabituelles entre le sous-marin en détresse et quartier-général de la Flotte du Nord à Mourmansk.

## Le filmPéril en mer
En 1997, la BBC diffuse un documentaire intitulé Péril en mer (Hostile Waters), co-produit avec HBO dans lequel apparaissent Rutger Hauer, Martin Sheen et Max von Sydow, il est diffusé aux États-Unis par Warner Bros.. Il est basé sur l'ouvrage du même nom (mentionné plus haut), qui prétend décrire les véritables raisons de la perte du K-219. En 2001, le commandant Britanov dépose une plainte contre la Warner Bros. au motif que celle-ci ne lui a pas demandé la permission pour réaliser un film basé sur son histoire et que le film ne décrivait pas la réalité des événements et le présentait comme un incompétent. Après trois ans de procès, la cour se prononce en faveur de Britanov. Les médias russes affirment que le producteur du film fut condamné à payer une amende dont le montant est inférieur à 100 000 US$.
Les autorités soviétiques affirment après l'accident que la perte du K-219 avait été causée par une collision avec l'USS Augusta. Le gouvernement américains niera ces affirmations et l'US Navy produit un communiqué concernant l'ouvrage et le film :
« The United States Navy normally does not comment on submarine operations, but in this case, because the scenario is so outrageous, the Navy is compelled to respond. The United States Navy categorically denies that any U.S. submarine collided with the Russian Yankee submarine (K-219) or that the Navy had anything to do with the cause of the casualty that resulted in the loss of the Russian Yankee submarine. »
Un article sur le site de l'US Navy posté par le capitaine de 1er rang Igor Kourdine (commandant en second du K-219 au moment des faits) et le Lieutenant Commander Wayne Grasdock nient tout collision entre le K-219 et l'Augusta. Le commandant Britanov lui-même niera toute collision. Il déclare qu'il n'a pas été invité à titre de conférencier par les autorités russes parce qu'il refuse de reprendre la version officielle du gouvernement russe à propos de la perte du K-219.
Dans un entretien donné à la BBC en février 2013, avec le commandant-en-chef de la Marine soviétique à l'époque, Vladimir Chernavin, celui-ci affirme que l'accident est dû à un dysfonctionnement dans le silo et ne mentionne pas de collision avec un sous-marin américain. L'entretien est conduit pour la série de la BBC2 The Silent War (en français : La Guerre silencieuse).

## Localisation de l'épave
Le sous-marin se trouve aujourd'hui dans la fosse des Hatteras à 5 500 mètres de profondeur. D'après des mesures récentes, aucune radioactivité notable ne semble se dégager des 30 têtes nucléaires et des deux réacteurs nucléaires qui se trouvaient à bord. Le missile du silo 16 n'étant pas présent, le silo ayant été condamné pour cause de fuite.

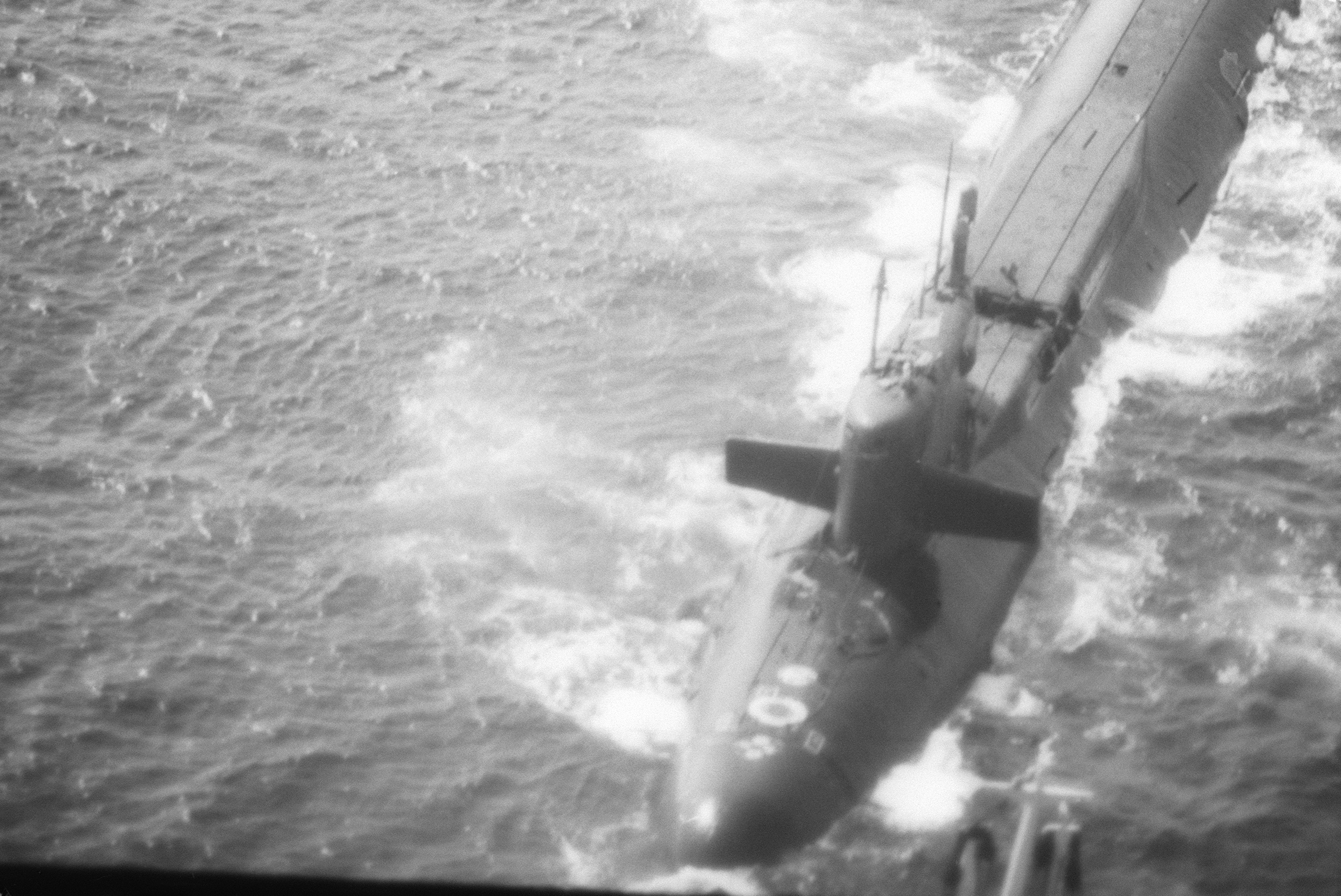
Plan plus rapproché du sous-marin
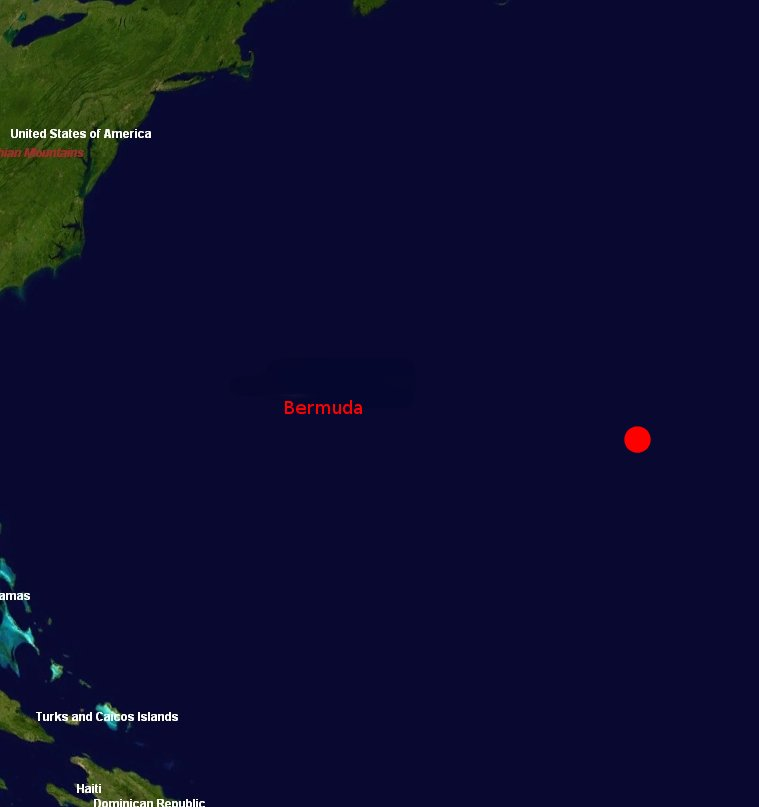
Carte du naufrage du K-219 au 31°25' N, 54°42' O

## Victimes
Les victimes suivantes sont directement attribuées à l'incident :
| Morts le 3 octobre 1986                                            | Morts le 3 octobre 1986 | Morts le 3 octobre 1986     |
| ------------------------------------------------------------------ | ----------------------- | --------------------------- |
| Alexander V. Petrachkov                                            | Capitaine, 3e rang      | Officier artilleur          |
| Igor K. Kharchengo                                                 | Sous-marinier           | Machiniste                  |
| Nicolai Smagliouk                                                  | Sous-marinier           | Équipe des munitions        |
| Sergueï A. Preminine                                               | Sous-marinier           | Équipe du réacteur          |
| Morts des suites de complications de santé résultant de l'incident |                         |                             |
| Vladimir N. Karpatchev                                             | Capitaine-lieutenant    | Commandant en second        |
| Vladimir P. Markov                                                 | Capitaine, 3e rang      | Officier des Communications |

### Sources et bibliographie
- (en) Igor Kourdine et Wayne Grasdock, « Loss of a Yankee SSBN », Undersea Warfare, vol. 7, no 5,‎ automne 2005 (lire en ligne [archive], consulté le 5 février 2007)
- Peter Huchthausen, Igor Kourdine et R. Alan White (trad. de l'anglais), Le Naufrage du K-219 : document [« Hostile Waters »], Paris, Arrow Books, Royaume-Uni, 3 septembre 1998 (1re éd. 1997), 353 p. (ISBN 2-258-04890-7)
- (en) John Irza, « Soundings », IEEE Oceanic Engineering Society, vol. XXXVIII, no 4,‎ 2004 (lire en ligne)
- (en) Edward Offley, Scorpion Down : Sunk by the Soviets, Buried by the Pentagon : the Untold Story of the USS Scorpion, Westview Press, 2007, 482 p. (ISBN 978-0-465-05185-4, lire en ligne), « 5. The Russians are Coming », p. 109–142
- (en) M. V. Ramana et C. Rammanohar Reddy, Prisoners of the Nuclear Dream, Orient Longman, 2003, 502 p. (ISBN 978-81-250-2477-4, lire en ligne)